# Larreule (Alti Pirenei)
Larreule è un comune francese di 440 abitanti situato nel dipartimento degli Alti Pirenei nella regione dell'Occitania.

## Società

### Evoluzione demografica
Abitanti censiti